# 新华镇 (武威市)
新华镇，原为新华乡，是中华人民共和国甘肃省武威市凉州区下辖的一个乡镇级行政单位。2018年3月撤乡设镇。区划代码改为620602129。

## 行政区划
新华镇下辖以下地区：
头坝村、李府村、徐庄村、新华村、深沟村、马蹄村、马莲村、缠山村、夹河村、青嘴村、南营村、穿城村和石关村。